# جام خیریه انگلستان ۱۹۰۸

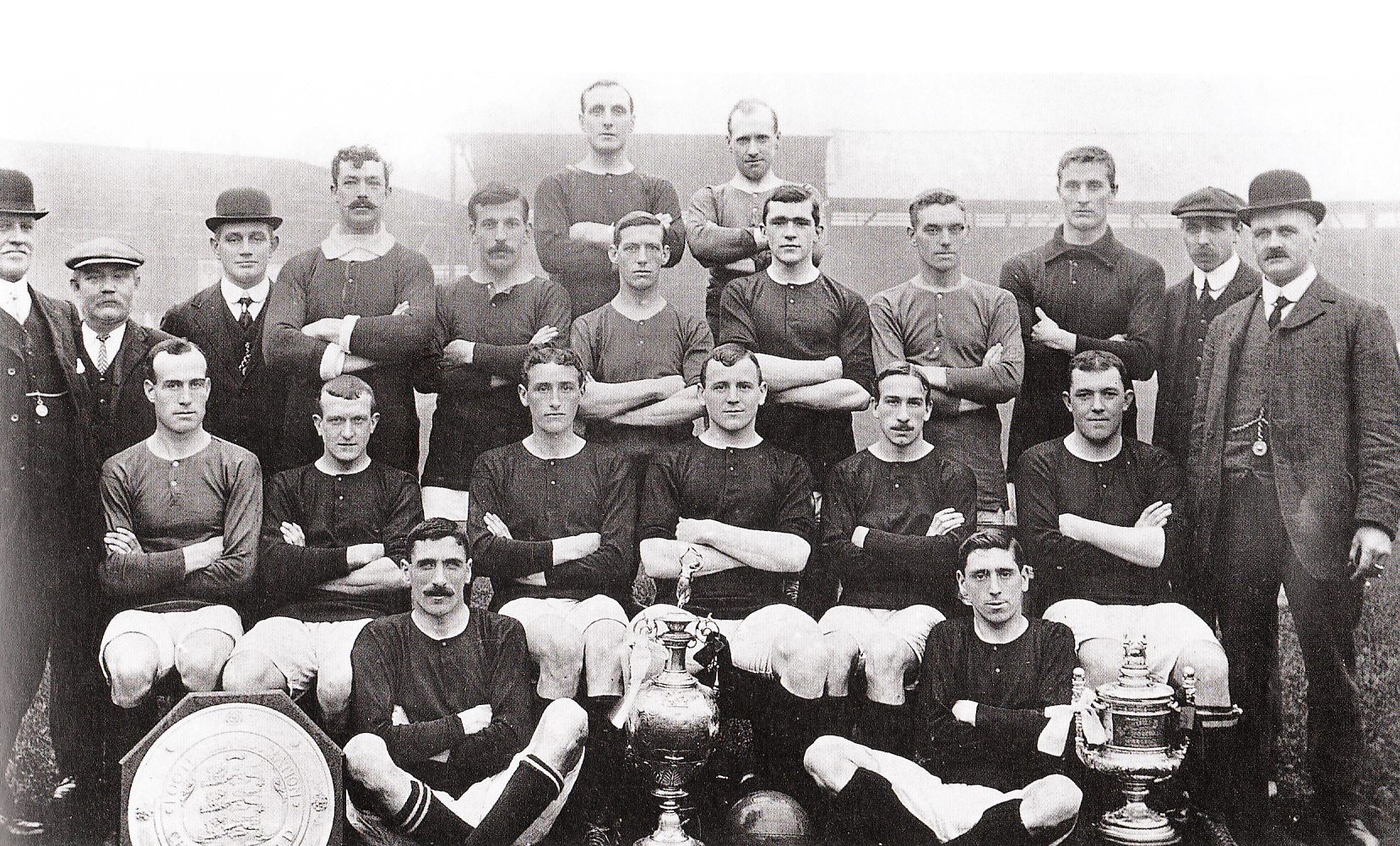
باشگاه فوتبال منچستر یونایتد با جام های خویش در آن فصل (۱۹۰۸-۱۹۰۹)

 جام خیریه انگلستان ۱۹۰۸ ، اولین رقابت سالانه مابین قهرمانان لیگ دسته اول فوتبال انگلستان و جام حذفی فوتبال انگلستان است.
این مسابقه در تاریخ ۲۷ آوریل ۱۹۰۸ مابین تیم‌های منچستر یونایتد و کویینز پارک رنجرز در ورزشگاه استمفورد بریج لندن برگزار شده‌است.
این مسابقه با نتیجه یک بر یک مساوی به پایان رسید اما تیم منچستر یونایتد در تکراری که در سال ۲۹ آگوست ۱۹۰۸ برگزار شد با نتیجه چهار بر صفر به پیروزی رسید.

## جزئیات مسابقه
| منچستر یونایتد | ۱ – ۱ | کویینز پارک رنجرز |
| -------------- | ----- | ----------------- |
|                |       |                   |

- بازی تکراری

| منچستر یونایتد | ۴ – ۰ | کویینز پارک رنجرز |
| -------------- | ----- | ----------------- |
|                |       |                   |